# Conferința de la Bandung

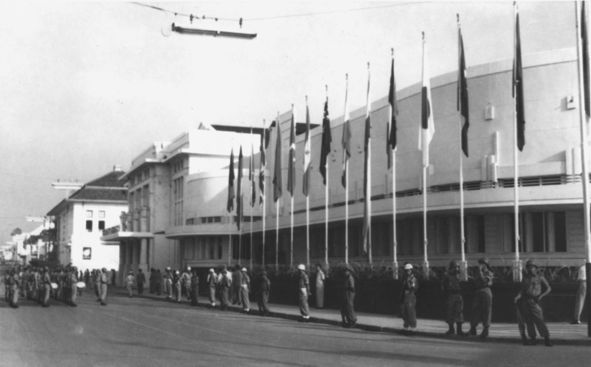
Imagine de la prima conferință din 1955

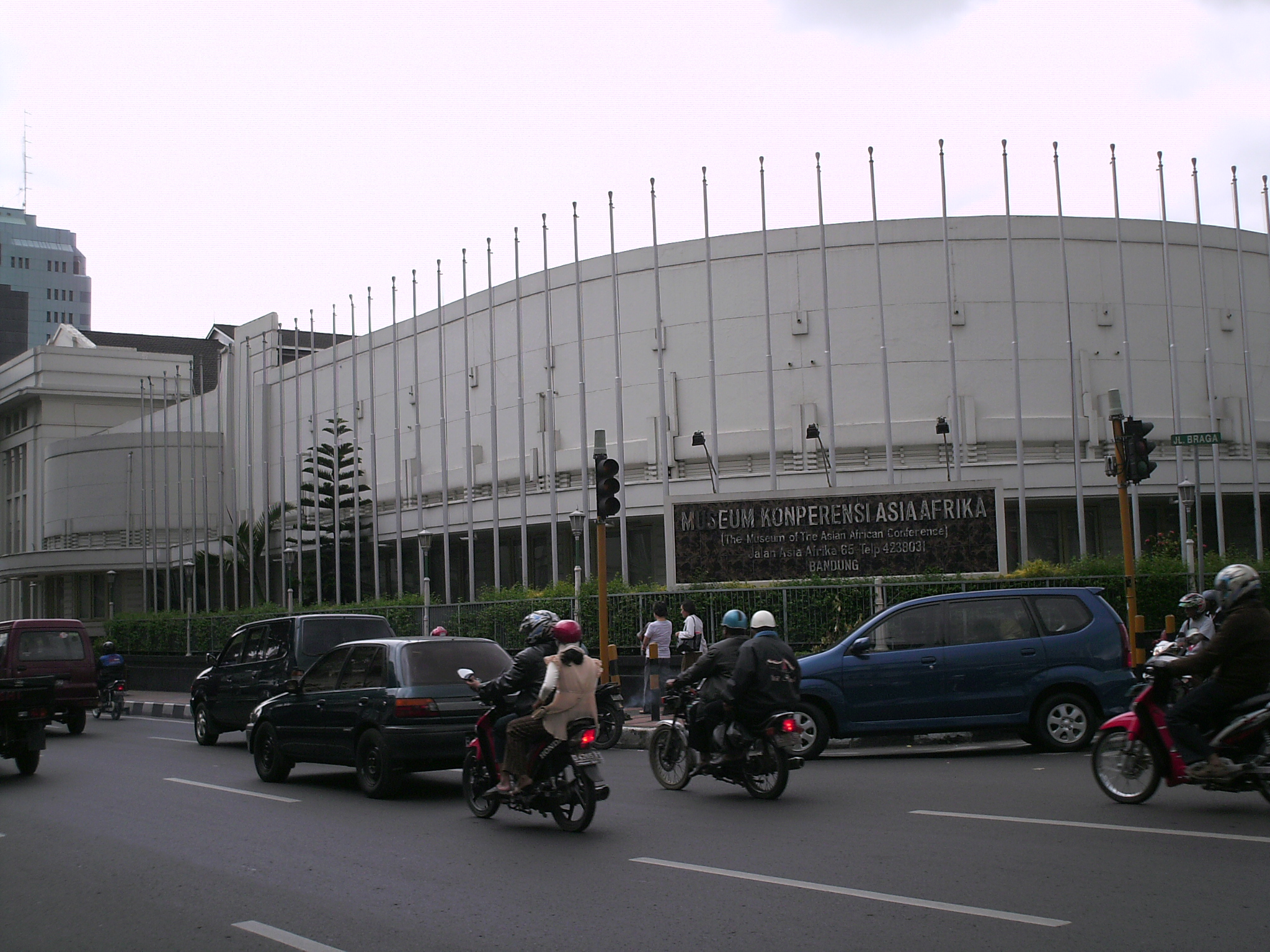
Clădirea în 2007

Conferința de la Bandung reunește 29 de națiuni afro-asiatice, reprezentând peste jumătate din populația globului, dar care dețineau numai 8% din bogățiile lumii.
Președintele Soekarno a prezidat Conferința Asia-Africa la Bandung, Java de Vest, între 18-24 aprilie 1955. Inițiativa a fost luată de Indonezia, India, Pakistan, Myanmar și Ceylon (Sri Lanka). La Conferință au participat delegați din 24 de țări asiatice și africane. Scopul acestei întâlniri a fost acela de a promova o cooperare mai strânsă, amiabilă în sectoarele economice, culturale si politice. Rezoluția adoptată este cunoscută sub numele de "Dasa Sila" sau "Cele Zece Principii" de la Bandung. Aceasta luptă pentru pace mondială, respect pentru suveranitatea tuturor țărilor, pentru integritatea natională și pentru neamestecul în treburile interne. Rezoluția a mai căutat sa susțină principiile drepturilor omului proclamate de Națiunile Unite.
Vezi: Mișcarea de Nealiniere (așa-zisa Lume a Treia)